# Barbus nounensis
Barbus nounensis är en fiskart som beskrevs av Van den Bergh och Teugels, 1998. Barbus nounensis ingår i släktet Barbus och familjen karpfiskar. IUCN kategoriserar arten globalt som livskraftig. Inga underarter finns listade.